# Pittasoma rufopileatum
Pittasoma rufopileatum là một loài chim trong họ Conopophagidae.